# Musaranya de Latona
La musaranya de Latona (Crocidura latona) és una espècie de musaranya endèmica de la República Democràtica del Congo. El seu nom es refereix a la deessa grega Leto, coneguda com a Latona en llatí.